# بخش منشی ویلگامووا
دبیرخانه بخش ویلگامووا (به لاتین: Wilgamuwa Divisional Secretariat) یک منطقهٔ مسکونی در سری‌لانکا است که در ناحیه متاله واقع شده‌است.